# Đạo Mộ Bút Ký: Vân Đỉnh Thiên Cung (phim truyền hình)
Đạo mộ bút ký: Vân Đỉnh Thiên Cung (tiếng Trung: 云顶天宫, tiếng Anh: Explore With The Note) là một bộ phim truyền hình trực tuyến Trung Quốc năm 2021 được chuyển thể từ quyển 3: phần Vân Đỉnh Thiên cung (云顶天宫) trong bộ Tiểu thuyết Đạo mộ bút ký của nhà văn Trung Quốc Nam Phái Tam Thúc. Phim được công chiếu vào ngày 11 tháng 7 năm 2021 trên dịch vụ phát trực tuyến Tencent Video và WeTV.

## Nội dung
Cầu Đức Khảo thông qua chú Hải - một tay buôn đồ cổ ở Tế Nam cho Ngô Tà biết thông tin về Trần Bì A Tứ tìm thấy Xà mi Đồng ngư tại Quảng Tây Cổ tháp đăng trên báo Văn hóa Quảng Tây năm 1974. Chú ba Ngô Tam Tỉnh nhắn Ngô Tà muốn anh đi cùng đến Vân Đỉnh Thiên cung để tìm hiểu những bí mật ẩn sau Xà mi Đồng ngư. Ngô Tà phát hiện nếu nối ba vị trí của Thất tinh Lỗ vương cung, Tây Sa hải mộ, Quảng Tây Cổ tháp cùng với đường ven biển Trung Quốc tạo thành một hình dạng một con rồng trên Bản đồ, tuy nhiên thế cục này vẫn còn thiếu cái đầu rồng tại Trường Bạch Sơn. Ba điểm Ngô Tà từng đi qua đều là những vị trí mấu chốt, còn gọi là bảo nhãn. Những long mạch này một đầu nằm dưới nước, một đầu lộ ra trên bờ nên mới gọi là “xuất thủy long” hay ‘Tiềm long xuất hải’. .
Cầu Đức Khảo uy hiếp Hoắc lão thái thái buộc bà phải vận chuyển văn vật phi pháp ra nước ngoài thì hắn sẽ cung cấp cho bà thông tin về Hoắc Linh. Cầu Đức Khảo gửi hình chụp lời trăn trối của Giải Liên Hoàn trong Tây Sa hải mộ: “Ngô Tam Tỉnh hại tôi đến bước đường cùng, ngậm oan mà chết, có trời đất chứng giám… Giải Liên Hoàn.” Sau khi nhận được, Hoắc lão thái thái gửi Giải Vũ Thần. Hoắc Tú Tú phát hiện Hoắc lão thái thái có quan hệ làm ăn với Cầu Đức Khảo vận chuyển văn vật ra nước ngoài. Hoắc Tú Tú cho Giải Vũ Thần biết nhờ anh hỗ trợ.
Ngô Tà, Bàn Tử cùng lên tàu hỏa đến Trường Bạch Sơn. Trên đường đi, Ngô Tà, Bàn Tử gặp Trần Bì A Tứ lúc này đã 90 tuổi cũng tham gia chuyến đi do được chú ba Ngô Tam Tỉnh mời đi cùng. Đến nhà nghỉ Trường Bạch tại Nhị Đạo Bạch Hà, Ngô Tà hội ngộ nhóm của A Ninh, những đệ tử của Trần Bì A Tứ là Lang Phong, Hoa hòa thượng, Diệp Thành, gặp lại chú Hải, Phan Tử, Tiểu Ca và Thuận Tử - một Người Triều Tiên sống dưới chân Trường Bạch Sơn, làm nhiệm vụ dẫn đường cho cả nhóm đến Vân Đỉnh Thiên cung. Phan Tử sau đó tách đội không đi cùng mọi người do muốn trợ giúp chú ba Ngô Tam Tỉnh. Cả nhóm bắt đầu đi vào rừng do Thuận Tử dẫn đường, tuy nhiên Thuận Tử bị một con Hồ Ly cắn làm bị thương, cả đoàn lạc mất nhau. Ngô Tà, Bàn Tử, Tiểu Ca, Thuận Tử thì đang bị hôn mê cùng nhóm người của Trần Bì A Tứ gặp tuyết lở rơi xuống một sườn núi. Bọn họ gặp một phong thạch của mộ đạo điêu khắc bách túc long. Bách túc long này chính là hợp thể của rồng và rết, những họa tiết hình rồng của nước Đông Hạ thời kì đầu đều có dạng này. Ngô Tà bất chợt ngửi thấy một mùi giống như lưu huỳnh. Cả nhóm tìm cách vào bên trong. Đây là một kẽ đá nứt ra do vận động tạo núi. Đi được một đoạn, cả nhóm nghỉ ngơi để Ngô Tà, Bàn Tử, Tiểu Ca tiếp tục đi trước thăm dò tình hình. Sau khi trao đổi ý kiến, cả nhóm thống nhất không phải vào sâu thêm nữa, đây đã là chỗ tránh bão tuyết lý tưởng rồi. Sau đó, cả nhóm phát hiện ra những bức họa tự sự trên vách đá có liên quan đến nước Đông Hạ.
Bão tuyết tan, cả nhóm tiếp tục đi đến núi Tam Thánh, Thuận Tử giải thích từ ranh giới phủ tuyết đổ về bên kia đều thuộc lãnh thổ Triều Tiên, không thể vào được. Vấn đề bây giờ là tiếp tục đi hay quay về. Nếu đi tiếp thì sẽ y như lời Thuận Tử nói, phải đi vòng qua đoạn biên giới khác, thời gian có thể dài gấp đôi. Nếu trở về nghỉ ngơi cho hồi phục sức khỏe rồi mới quay lại, bao nhiêu công sức đều uổng phí. Trần Bì A Tứ quan sát và phát hiện đây là thế Tam đầu lão long rất hiếm gặp, Đại phong thủy gọi đây là thế “Quần long tọa”. Ba ngọn núi này đều là đầu rồng, cực kì thích hợp để quần táng, cho nên nếu có lăng bồi táng thì phía dưới lăng mộ tất nhiên sẽ phải có con đường bí mật nối liền. Cả nhóm bắt đầu đi sang hướng núi Tiểu Thánh. Lang Phong dùng thuốc nổ cho nổ lớp băng dưới đất dẫn đến tuyết lở. Tuyết trút hết xuống khe sâu bên dưới làm lộ ra một con sông băng. Dưới sông băng, cả nhóm phát hiện ra Thai Côn Luân. Cả nhóm người lần lượt đu dây xuống. Họ đi vào linh cung của lăng bồi táng phát hiện biến thể của Trường sinh thiên trong tôn giáo nước Đông Hạ.
Tiếp tục hướng vào sâu bên trong, ở đó có một cánh cửa đá ghép lại từ bốn phiến Cẩm thạch. Sau khi cạy mở cánh cửa, họ phát hiện đằng sau là hành lang thông đến hậu điện. Trong hậu điện trống rỗng, không có vật bồi táng nào. Giữa phòng là ba khối giường đá màu đen khắc hình Bàn long, đã bị đóng băng. Họ phát hiện một phiến đá, đào dưới nền gạch xanh là một con rùa đá làm từ nam châm. Trần Bì A Tứ dựa vào la bàn cùng với la bàn tưởng tượng trong đầu mình mà xác định phương hướng và hướng đi tới long mạch. Nhưng nơi này lại chôn một vật điêu khắc bằng nam châm, kích cỡ lớn như vậy, hướng của la bàn đã bị ảnh hưởng. Muốn loại bỏ hoàn toàn từ tính, chỉ có cách dùng lửa đốt. Ngọn lửa làm dưới đáy hố đã nứt ra theo vô số những vết rạn nhỏ và một làn khói đen.
Trên đường chạy trốn, Ngô Tà gặp lại nhóm người chú ba, Phan Tử. Lang Phong dùng thuốc nổ hy sinh bản thân cùng chết cản du diên khổng lồ để cả nhóm chạy trốn. Thuốc nổ tạo thành một cái hố trên sàn. Họ phát hiện ở dưới là một bài đạo do những công nhân xây dựng Vân Đỉnh thiên cung đào từ địa cung của thiên cung trong lòng núi Tam Thánh sang đây. Tiếp tục đi, họ đến một bồn địa hình thành trong miệng núi lửa. Cả nhóm đeo Mặt nạ phòng độc rồi đu dây trèo xuống. Đi qua cửa chính là đến lăng cung. Phan Tử phát hiện vỏ đạn và xác người của nhóm A Ninh chết trong lúc chiến đấu với cú mặt người. Trong lúc chạy trốn đàn cú mặt người, nhóm Ngô Tà rơi xuống một con rạch sâu chừng một mét, rộng khoảng hai mươi mét, trong rạch là vô số tượng tuẫn táng. Cả nhóm đi tiếp vào một thông đạo đến một thạch thất chứa rượu Hầu đầu thiêu tiếp tục đi họ phát hiện ba tảng phong thạch đã bị thuốc nổ xuyên phá. Đi qua ba tảng phong thạch họ đến một mật thất chứa đầy vàng bạc, đá quý, lưu ly, trân châu và một nhóm người chết đói. Cả nhóm lại gần quan sát và phát hiện một tấm hình chụp đoàn khảo cổ Tây Sa, mặt sau có dòng chữ: Đội khảo cổ Tây Sa, kỷ niệm của Lý Tứ. Thuận Tử phát hiện trong những các xác kia có thi thể của cha mình. Thuận Tử đưa thi thể cha ra ngoài, dùng ba lô gói thi thể lại rồi đeo lên lưng rồi tiếp tục đi. Tuy nhiên, đi mãi cả nhóm vẫn quay lại mật thất này không thoát ra được. Bàn Tử nghi ngờ quỷ dẫn đường nên muốn dùng bùa Mô kim hiệu úy làm bằng sừng tê tê đốt lên truyền thuyết Tê chiếu thông linh để tiêu diệt quỷ. Tuy nhiên, Ngô Tà lại nghĩ đây là ảo giác giống như ảo giác do lực từ trường quá lớn của cây Xà thần trong Tần Lĩnh thần thụ nên nói cả nhóm chia nhau ra tìm cây thanh đồng và đốt nó đi. Mọi người thoát ra được và đi đến một cái ban công, bên ngoài là mấy đường hành lang và gặp lại nhóm A Ninh, chú ba đang chiến đấu với bầy du diên. Chú ba bị thương do du diên tấn công.
Ngô Tà, A Ninh bàn kế hoạch hợp tác. A Ninh cho Ngô Tà xem các bức họa chụp ở Tây Sa hải mộ. Ngô Tà đưa Xà mi Đồng ngư cho người biết tiếng Nữ Chân trong nhóm A Ninh dịch. Mọi người biết được bí mật của Xà mi Đồng ngư. Cầu Đức Khảo lúc này cũng xuất hiện, cả nhóm tiếp tục đi đến cánh cửa thanh đồng nằm ngay dưới móng hoàng lăng. Đến một khe núi lớn, trong lòng khe núi có vô số sợi xích thanh đồng to cỡ miệng bát, nối liền hai bên vách khe. Mọi người leo dần xuống đến đáy khe, phát hiện cửa Thanh đồng và Cửu Long bàn thi quan của Vạn Nô vương. Đột nhiên, Vạn Nô vương sống lại. Tiểu Ca chiến đấu với Vạn Nô vương trong khi mọi người còn lại chiến đấu với Nhân Diện điểu. Sau khi đẩy lui được Nhân Diện điểu và tiêu diệt Vạn Nô vương, Cầu Đức Khảo uy hiếp Ngô Tà bắt phải vào trong cửa Thanh đồng cùng mình, hắn nghĩ phía sau cửa Thanh đồng là bí mật về Trường sinh bất tử. Cửa Thanh đồng mở ra, Bàn Tử kéo Ngô Tà lại được nên chỉ có Cầu Đức Khảo đi vào. Sau cùng, Tiểu Ca cũng đi vào cửa Thanh đồng và nhắn: "Hẹn gặp lại!".

## Diễn viên

### Diễn viên chính
| Diễn viên        | Vai diễn         |
| Bạch Chú         | Ngô Tà           |
| Triệu Nhuế Hàm   | A Ninh           |
| Triệu Đông Trạch | Trương Khởi Linh |
| Trương Bắc Vũ    | Vương Bàn Tử     |

## Thời gian phát sóng
Thời gian trong bảng dựa theo giờ địa phương
| Kênh          | Nơi phát sóng | Ngày                                               |
| ------------- | ------------- | -------------------------------------------------- |
| Tencent Video | Trung Quốc    | Ngày 11 tháng 7 năm 2021 - ngày 4 tháng 8 năm 2021 |
| WeTV          | Quốc tế       | Ngày 11 tháng 7 năm 2021 - ngày 4 tháng 8 năm 2021 |

## Âm nhạc
| STT | Tên                                       | Phổ lời          | Phổ nhạc         | Trình bày |
| --- | ----------------------------------------- | ---------------- | ---------------- | --------- |
| 1   | Anh hùng tuyết - 雪领英雄 (nhạc đầu phim) | Không            | Ngụy Kỳ Lương    | Không     |
| 2   | Thương âm - 苍印 (nhạc kết phim)          | Vương Diệu Quang | Vương Diệu Quang | Bạch Chú  |

## Đánh giá
Tác phẩm bị cải biên, khiến nhân vật không giống với tính cách của mình trong truyện dẫn đến điểm Douban chỉ vỏn vẹn 2,5 điểm với 0% đánh giá 5 sao và đến 83,7% đánh giá 1 sao.